# TransAsia Airways-vlucht 222
TransAsia Airways-vlucht 222 was een geplande binnenlandse passagiersvlucht van TransAsia Airways, van Kaohsiung, Taiwan, naar Magong, Penghu. Op 23 juli 2014 stortte de ATR 72-500 twin turboprop neer op een aantal gebouwen tijdens de landingsfase. Van de 58 mensen aan boord overleefden er slechts 10. Uit een onderzoek van de Taiwanese Aviation Safety Council bleek dat de piloten opzettelijk daalden tot onder de minimale daalhoogte en dat de gezagvoerder overmoedig was, wat resulteerde in een pilootfout.

## Ongeluk
Vlucht 222 was gepland om te vertrekken uit Kaohsiung om 16:00 uur Taiwan tijd (08:00 UTC), maar werd vertraagd door slecht weer en vertrok om 17:43 uur. De vlucht verliep zonder problemen tot de definitieve nadering. Het weer op Magong Airport was slecht en het zicht was slecht, waardoor de piloten de landingsbaan moeilijk konden zien. Kaohsiung luchtverkeersleiding gaf vervolgens opdracht aan vlucht 222 om in een wachtpatroon te blijven met drie andere vliegtuigen. De vliegtuigbemanningen van vlucht 222 vroegen vervolgens om inklaring om op baan 20 te landen. Terwijl ze wachtten op hun naderingsklaring, informeerde Kaohsiung-luchtverkeersleiding vlucht 222 dat het zicht op Magong Airport was verbeterd. Direct daarna verzocht de bemanning van vlucht 222 om een landingsklaring in Magong naar Kaohsiung luchtverkeersleiding. Kaohsiung luchtverkeerleiding wees vlucht 222 vervolgens toe aan een lagere hoogte en radarvector. Om 18:55 werd vlucht 222 vrijgegeven om te landen. Vlucht 222 daalde en behield hun hoogte op 2.000 ft. Vlucht 222 daalde vervolgens van 2000 ft naar de toegewezen hoogte van 400 ft. De bemanningen stelden vervolgens hun toegewezen hoogte in op 300 ft, onder de minimale afdalingshoogte van 330 ft. Na afdaling door 344 ft, stelden de bemanningen de hoogte vervolgens in op 200 ft. Om 19:05 schakelde de bemanning de automatische piloot en de gierdemper uit. De bemanning probeerde vervolgens de landingsbaan te lokaliseren, niet wetende dat vlucht 222 tijdens het afdalen naar links was afgeweken. Tegen de tijd dat de co-piloot en de gezagvoerder om een doorstart vroegen, had het vliegtuig een hoogte van slechts 72 ft, waardoor een botsing met de grond onvermijdelijk was. Vlucht 222 scheerde enkele honderden meters door boomkruinen in een klein bos. Door de impact zijn sommige delen van de ATR 72 losgekomen. Vlucht 222 vloog toen het bos uit en naar Xixi. De ATR 72 heeft vervolgens verschillende huizen in het dorp getroffen en vernietigd. De kracht van de botsing heeft de ATR 72 ernstig beschadigd. De meeste componenten zijn losgekomen van de romp. Het verloor zijn rechtervleugel, verticale stabilisator en ondoordringbaarheid als gevolg van de impact. De kracht van de inslag scheurde de centrale romp open. De ATR 72 explodeerde vervolgens en vloog in vlammen op. In de straat van Xixi lagen dode lichamen. De meeste overlevenden die uit het wrak van vlucht 222 zijn gekropen, zochten hun toevlucht in nabijgelegen huizen. De meeste inwoners van Xixi boden hun hulp aan de overlevenden en sommigen van hen behandelden hun verwondingen. Sommige overlevenden hadden wonden doorgesneden en brandwonden opgelopen. 10 van de 58 mensen aan boord van vlucht 222 hebben het overleefd. Vijf mensen op de grond raakten gewond.

## Vliegtuig
Het bij het ongeval betrokken vliegtuig was een ATR 72-500, registratie B-22810, MSN 642. Het vloog voor het eerst op 14 juni 2000 en werd op 20 juli 2000 afgeleverd aan TransAsia Airways. Het vliegtuig werd aangedreven door twee Pratt & Whitney PW127F-motoren.

## Passagiers en bemanning
Er waren 54 passagiers aan boord en een bemanning van vier personen. De gezagvoerder was Lee Yi-liang, 60 jaar oud, en de co-piloot was Chiang Kuan-hsing, 39. Lee had 22.994 vlieguren (inclusief 19.069 uur op de ATR 42/72) en Chiang 2.392 uur (inclusief 2.083 uur op de ATR 42/72) geregistreerd. Twee Franse staatsburgers en 46 Taiwanezen (inclusief alle bemanningsleden) kwamen om bij de crash. Onder de slachtoffers bevond zich de Taiwanese meestertimmerman Yeh Ken-chuang.

## Onderzoek
Een officieel onderzoek onder leiding van de Aviation Safety Council (ASC) van Taiwan werd geopend. De vluchtrecorders van het vliegtuig zijn teruggevonden en zijn voorgelezen. Op 1 augustus 2014 zijn enkele bevindingen van de vluchtrecorders bekendgemaakt. Het bleek dat de piloten een abortus en doorstart aankondigden om 19:06 uur tijdens de definitieve nadering. Op dat moment daalde het toerental van de nummer 1-motor (linkerkant van de piloot), terwijl ongebruikelijke geluiden werden opgenomen door de cockpit-voicerecorder. Deze geluiden werden beschouwd als consistent met een propeller die op bomen karnen, een interpretatie die wordt ondersteund door de ontdekking van overblijfselen van boomtakken in één motor.

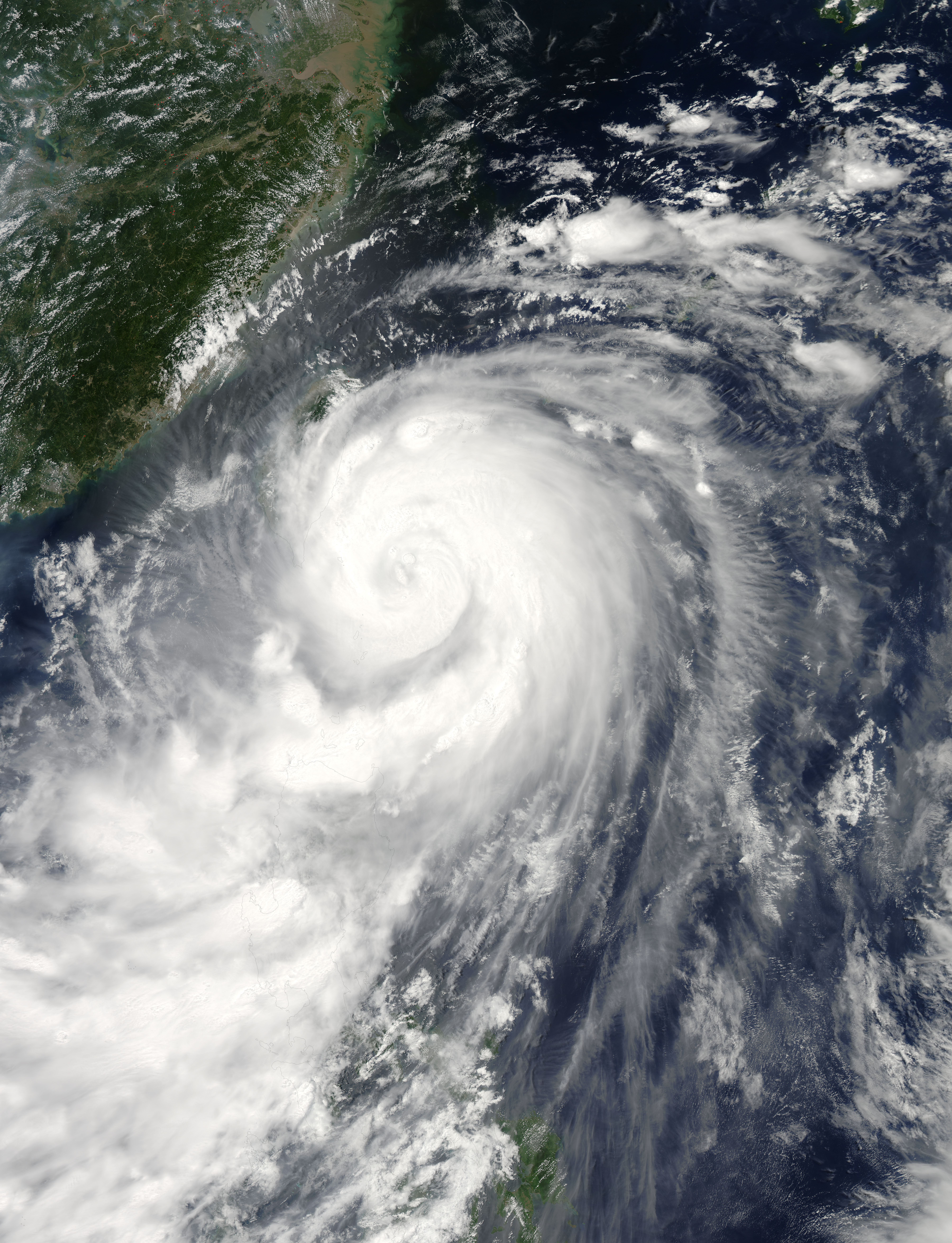
De tyfoon Matmo.

### Tyfoon Matmo
Aanvankelijk werd de oorzaak van de crash toegeschreven aan de Tyfoon Matmo, omdat Matmo eerder op de dag aan land was gekomen. Het Taipei Center had piloten verboden te vliegen terwijl Tyfoon Matmo zich nog steeds boven Taiwan bevond. De tyfoon heeft gebouwen in Taiwan beschadigd en 10 mensen raakten gewond. Toen Matmo het grootste deel van Taiwan was gepasseerd, gaf Taipei Center piloten toestemming om in het Taiwanese luchtruim te vliegen, maar het waarschuwde piloten nog steeds dat het weer op en rond het eiland Penghu slecht zou blijven. Het centrum van Matmo lag op slechts 23 zeemijl van Penghu. Een infraroodbeeld van de satelliet van het Meteorologisch Agentschap van Japan toonde aan dat het gebied rond Penghu om 18:57 "magenta" gekleurd was, wat betekent dat het weer in Penghu erg slecht was. Op basis van de verslagen van de overlevenden naderde het vliegtuig, terwijl het Penghu naderde, verschillende gevallen van turbulentie met donder en bliksem. Om 19:00 uur vertelde Captain Lee de passagiers dat ze zich moesten voorbereiden op de landing, waarna het vliegtuig neerstortte en explodeerde. Onderzoekers interviewden de bemanning in de toren, die verklaarde dat het zicht in Magong sterk was verminderd als gevolg van Tyfoon Matmo, hoewel enkele minuten later het zicht aanzienlijk verbeterde. Matmo beïnvloedde Magong Airport, maar alleen vanaf de buitenband. Onderzoekers haalden de radarbeelden in Magong op en ontdekten dat twee regenbuien voor en na de crash door Magong Airport waren. Deze regenbuien kunnen aanzienlijke veranderingen in windrichtingen en regenintensiteit veroorzaken. Volgens radargegevens op Magong Airport was de regenintensiteit tussen 18:03 en 19:00 matig. Dit was de eerste regenbui die de luchthaven passeerde. De intensiteit nam ergens tussen 18:35 en 19:00 af, maar naarmate de tweede regenbui het vliegveld passeerde, nam de regen toe en nam het zicht snel af.

### Analyse van vluchtrecorders van vlucht 222
Nadat de beide vluchtrecorders van vlucht 222 waren gevonden, onderzochten de onderzoekers de inhoud ervan. Bij het eerste onderzoek van de cockpitvoicerecorder (CVR) bleek dat de cockpitbemanning noch een naderingsbriefing noch een afdalings-/naderingschecklist had uitgevoerd nadat de vlucht door Magong-verkeerstoren was vrijgegeven om te landen. Dit was in strijd met de standaard instructie van het bedrijf. Hoewel de cockpitbemanning de details in de naderingskaart niet formeel had besproken of gediscussieerd, herinnerde de co-piloot de gezagvoerder wel aan een aantal belangrijke zaken, waaronder de hoogte van het vliegtuig en de vereiste afstanden. Naarmate het onderzoek vorderde, bleek dat de bemanningen al wisten wat ze moesten weten voor de aanpak. Ze wisten al dat de minimale dalingshoogte op 100 m was; tijdens de nadering lieten de vliegtuigbemanningen het vliegtuig echter dalen tot 100 m en zelfs tot 60 m. De CVR toonde ook aan dat er onder de bemanning geen discussie bestond over de vraag of de vereiste visuele referenties waren verkregen toen gezagvoerder Lee het vliegtuig nog steeds in een afdaling zette ruim onder de minimale afdalingshoogte. Co-piloot Chiang kwam niet tussenbeide om te wijzen op de fout van gezagvoerder Lee, maar ging eerder mee met het besluit van Lee om onder de minimum daalhoogte af te dalen, in strijd met de standaardprocedure. In een poging om de landingsbaan te zien, hielden de bemanningen vervolgens het vliegtuig op 60 m. De bemanning schakelde vervolgens de automatische piloot en de gierdemper uit. Gezagvoerder Lee vroeg vervolgens aan co-piloot Chiang of hij de landingsbaan had gezien. In plaats van een gemiste nadering te beginnen, probeerden beide piloten ongeveer 13 seconden de landingsbaan te lokaliseren. Tijdens hun zoektocht naar de landingsbaan werd de zware onweersbuienactiviteit intenser met een maximale regenval van 1,8 mm per minuut. Dit verminderde het zicht verder tot 500 meter. Na het uitschakelen van de automatische piloot veranderde de hoogte en koers van het vliegtuig. Gezagvoerder Lee week het vliegtuig opzettelijk naar links af, van vleugelniveau tot een roll van 19 naar links, en vervolgens teruggebracht tot 4 naar links. De hellingshoek van het vliegtuig was ook begonnen af te nemen van 0,4 neus omhoog tot 9 neus naar beneden en vervolgens naar 5,4 neus naar beneden. Hierdoor verloor het vliegtuig zijn hoogte en daalde het van 60 m naar 20 m.

### TransAsia Airways
Wetende dat verschillende vluchtuitvoeringsprocedures waren geschonden tijdens vlucht 222, met name tot beneden de minimumdalingshoogte, probeerden de onderzoekers vervolgens vast te stellen of de problemen afkomstig waren van TransAsia Airways zelf. Uit interviews met enkele van de piloten van TransAsia Airways bleek dat routinematige overtredingen van de standaard werkinstructie normaal waren. In het bijzonder stond de cockpitbemanning bekend om onder het minimum te dalen voordat ze de vereiste visuele referenties verwierven. De Taiwanese AIC was eerder op de hoogte van deze routinematige schendingen bij TransAsia Airways, aangezien ze al incidenten met TransAsia Airways vóór vlucht 222 hadden onderzocht. In reactie op het eerdere onderzoek heeft de luchtvaartmaatschappij verschillende veiligheidsacties uitgevoerd om schendingen van de standaardwerkwijze te elimineren. De door TransAsia Airways geïmplementeerde veiligheidsacties waren ontoereikend en ineffectief, waardoor de schendingen van de standaard operationele procedure gewoon doorgingen. Hoewel er een supervisor was voor de sectie Normen en training, waren de hoge vluchttijden en instructieve werklast van de controlerende en opgeleide piloten om hem te helpen zodanig dat ze onvoldoende tijd hadden om ondersteunende taken uit te voeren, zoals het herzien van training in standaard operationele procedures, audits, en operationele veiligheidsrisicobeoordelingen. Bovendien kan het tekort aan normpiloten een andere reden zijn geweest waarom de standaard operationele procedures niet zo doeltreffend waren als mogelijk was geweest. Onderzoekers onthulden vervolgens dat TransAsia Airways het gebrek aan discipline van hun piloten tolereerde. De AIC heeft ook aangetoond dat er veel problemen waren met het beheersysteem in TransAsia Airways.

### Vermoeidheid
Het ASC van Taiwan onderzocht vervolgens de rooster- en vluchttijden van de piloten van TransAsia. Van mei tot juli 2014 had meer dan de helft van de piloten van TransAsia Airways meer dan 270 vlieguren gemaakt. Hun aantal was aanzienlijk hoger in vergelijking met het hoogseizoen in 2013, waarin slechts 27% van de piloten meer dan 270 vlieguren maakte. Het aantal gevlogen dagelijkse sectoren was ook gestegen tot een maximum van 8, wat veel bemanningsleden vermoeiend vonden. De meeste door de onderzoekers geïnterviewde piloten waren het erover eens dat de meeste schendingen van de standaard operationele procedures zich voordeden wanneer ze zich vermoeid voelden, vooral wanneer ze later op de dag een vlucht uitvoerden. De piloten protesteerden verschillende keren, maar het management van TransAsia Airways negeerde de klachten blijkbaar. Het heeft zelfs geen veiligheidsrisicobeoordeling uitgevoerd.
Er zijn veel vliegtuigongelukken geweest waarbij de piloot moe was, een van de beroemdste in de Verenigde Staten in 2009 toen Colgan Air vlucht 3407 neerstortte in een huis in Buffalo, New York, en het dodelijkste gebeurde in 1997 toen Korean Air vlucht 801 crashte in Nimitz Heuvel in Asan, Guam. De AIC onderzocht vervolgens of gezagvoerder Lee ten tijde van het ongeval vermoeid was. Als dat zo was, zou dit kunnen verklaren waarom hij het vliegtuig opzettelijk van zijn nadering heeft afgeweken. Onderzoekers kwamen erachter dat Lee niet dronken was en ook niet werd beïnvloed door medicatie of fysieke gezondheidsproblemen. De onderzoekers konden niet vaststellen of de piloten voor de vlucht voldoende slaap hadden gekregen, omdat ze de gegevens over de totale slaapduur die de bemanning vóór de vlucht had genomen niet konden achterhalen. Uit het onderzoek van het System of Aircrew Fatigue Evaluation (SAFE) van de Flight 222-bemanning bleek dat gezagvoerder Lee zich een beetje moe voelde, maar dat co-piloot Chiang helemaal niet vermoeid was. Dit werd bewezen door het geeuwen van gezagvoerder Lee, dat te horen was in de Cockpitvoicerecorder. Hij verklaarde ook dat hij erg moe was. Het bleek dat tijdens de vlucht verschillende onjuiste acties van gezagvoerder Lee tot de toren waren opgetreden.
De bemanning bestond uit lokale regionale piloten op korte afstand. Hun roosters gaven een veelvoorkomende vermoeidheid producerende factor aan van vroege starts en/of late landingen, waarbij piloten op korte afstand de neiging hadden om geleidelijk meer slaap te verliezen in een bepaalde roostercyclus.
De ASC concludeerde dat Gezagvoerder Lee inderdaad vermoeid was ten tijde van het ongeval, daarbij verwijzend naar zijn verminderde prestaties. De ASC verklaarde ook dat als TransAsia Airways een systeem voor risicobeheersing voor vermoeidheid (FRMS) of een soortgelijk systeem zou implementeren daarvoor zou de bemanning minder vermoeid zijn geweest. Deze procedures waren echter niet verplicht.

### CRM-fout
Een van de mogelijke verklaringen voor de oorzaak van de crash is een storing in het bemanningsbeheer (CRM). Een steile hellingsgradiënt tussen de cockpits kan hebben betekend dat de co-piloot de fouten van de gezagvoerder niet heeft opgemerkt, ingegrepen of gecorrigeerd. Dit kan zijn gebeurd als gevolg van vergelijking van vaardigheden. Andere vliegtuigongevallen die gedeeltelijk zijn verklaard door een steile autoriteit in de cockpit zijn Airblue-vlucht 202 en Merpati Nusantara Airlines-vlucht 8968. Tijdens vlucht 222 heeft co-piloot Chiang geen enkele van de fouten van gezagvoerder Lee betwist. Hij uitte geen zorgen over de acties die gezagvoerder Lee ondernam. Het zou ook de kans hebben vergroot dat gezagvoerder Lee beslissingen nam zonder de co-piloot te raadplegen. De inslag van het vliegtuig op het terrein was een direct gevolg van het feit dat de gezagvoerder het vliegtuig afdaalde tot onder de gepubliceerde minimumdalingshoogte voor de naderingsprocedure van baan 20 VOR. Bovendien was het ook het gevolg van een slechte planning door de bemanning. Tijdens de landing naderden de acties van de cockpitbemanning geleidelijk het risico op een gecontroleerde vlucht naar het terrein (CFIT). De bemanning leek zich er niet van bewust te zijn dat een botsing met terrein tot de laatste twee seconden vrijwel zeker was.

### Gezagvoerder Lee is te zelfverzekerd
Overmoed is gevaarlijk in de luchtvaart. Wanneer overmoed in de cockpit optrad, heeft de gezagvoerder mogelijk verschillende belangrijke dingen onderschat en misschien zelfs kritieke dingen die tijdens de vlucht moesten worden gedaan. Uit interviews van de AIC bleek dat gezagvoerder Lee goede vliegvaardigheden had en verklaarde verder dat hij, Gezagvoerder Lee, met succes was geland op een luchthaven die voorheen in slechte weersomstandigheden verkeerde vanwege zijn bekwaamheid, waarbij sommige piloten mogelijk een gemiste nadering hadden geïnitieerd. De piloten verklaarden dat Gezagvoerder Lee vrij zeker was van zijn vliegvaardigheid. Dit kan een van de factoren zijn die verklaren waarom de gezagvoerder opzettelijk onder de minimale daalhoogte vloog en probeerde de landingsbaan visueel te lokaliseren met behoud van 200 ft.

### Conclusie
Het eindverslag is in januari 2016 gepubliceerd. Uit het onderzoek bleek dat dit een gecontroleerde vlucht was naar een terreinongeval. De bemanning was zich beperkt bewust van de nabijheid van het vliegtuig tot het terrein. Ze zetten de nadering voort onder de minimale afdalingshoogte wanneer ze niet zichtbaar waren in de baanomgeving. De kapitein hield zich niet aan (en had een volledige minachting voor) het beleid, de procedures en voorschriften. Dit type gevaarlijke houding wordt gekarakteriseerd als "anti-autoriteit".
Het eindrapport kwam tot de volgende conclusie:
Het voorval was het gevolg van een gecontroleerde vlucht naar het terrein, dat wil zeggen dat een luchtwaardig vliegtuig onder controle van de cockpitbemanning onbedoeld het terrein was ingevlogen met beperkt bewustzijn van de bemanning van de nabijheid van het vliegtuig tot het terrein. De bemanning zette de nadering verder dan de minimale daalhoogte (MDA) wanneer ze niet zichtbaar waren met de baanomgeving in strijd met de standaardprocedures. Het onderzoeksrapport identificeerde een reeks bijdragende en andere veiligheidsfactoren met betrekking tot de cockpitbemanning van het vliegtuig, de vluchtoperaties en veiligheidsbeheerprocessen van TransAsia, de mededeling van weersinformatie aan de cockpitbemanning, coördinatieproblemen op de civiel / militaire luchthaven voor gezamenlijk gebruik, en het regelgevend toezicht op TransAsia door de Civil Aeronautics Administration (CAA)

## Televisie
De crash was te zien in de 2e aflevering van seizoen 18 van Mayday (Air Crash Investigation). De aflevering is getiteld als "Blown Away".